# Sant'Elena
Sant'Elena es un municipio italiano situado en la provincia de Padua, en Véneto. Tiene una población estimada, a fines de agosto de 2023, de 2512 habitantes.

## Evolución demográfica
| Gráfica de evolución demográfica de Sant'Elena entre 1861 y 2023 |
|                                                                  |
| Fuente: ISTAT - Elaboración gráfica de Wikipedia                 |